# Ann Faraday
Ann Faraday (geboren um 1948 in England) ist eine britische Autorin psychologischer Ratgeberliteratur, die in Sydney (Australien) lebt.

## Leben und Werk
Faraday studierte am University College in London Psychologie. Sie erhielt den Ph. D. für eine Arbeit auf dem Gebiet der experimentellen Traumforschung. Anschließend bildete sie sich in Hypnosetherapie, Freudscher und Jungscher Psychoanalyse sowie Gestalttherapie aus. Sie führte Experimente zur Bewusstseinserweiterung durch Träume durch.
Faraday ist eine der Hauptfiguren der Australian Transpersonal Psychology Association.
Die englische Psychologin schrieb in den 1970er Jahren Bücher über Traumdeutung. Ihre Sichtweise von Träumen basiert auf den Ideen von Carl Gustav Jung, Calvin Hall sowie Fritz Perls und dessen Gestalttherapie.
Ihr Ansatz liegt darin, dass jeder Mensch eine individuelle Traumsymbolik haben soll, die erkannt werden müsse. Des Weiteren demonstriert sie in praktischen Beispielen ihre Methoden zur Entzifferung dieser Symbole, zur Verwendung der darin enthaltenen Informationen und zur Lösung innerer Konflikte.
In ihrem Buch „Positive Kraft der Träume“ behauptet sie, dass Sigmund Freud eine patriarchalische, frauenfeindliche Figur sei, die es zu überwinden gelte.

## Familie
Ann Faradays Ehemann war der Psychologe John Wren-Lewis (1923–2006). Das Ehepaar hatte eine Tochter.

## Veröffentlichungen (Auswahl)
- Positive Kraft der Träume, 1996 (Dream Power, London 1972 (Berkley Books))
- The Dream Game. Maurice Temple Smith, London 1975.
  - deutsch: Deine Träume – Schlüssel zur Selbsterkenntnis. Ein psychologischer Ratgeber. Aus dem Amerikanischen von Margaret Carroux. S. Fischer Verlag, Frankfurt am Main 1978; als Taschenbuch: Fischer Taschenbuch Verlag, Frankfurt am Main 1980, ISBN 3-596-23306-2.